# Elaine Pen
Elaine Lucia Pen (Leiden, 2 de febrero de 1990) es una jinete neerlandesa que compite en la modalidad de concurso completo. Ganó una medalla de bronce en el Campeonato Mundial de Concurso Completo de 2014, en la prueba por equipos.

## Palmarés internacional
| Campeonato Mundial | Campeonato Mundial | Campeonato Mundial | Campeonato Mundial |
| Año                | Lugar              | Medalla            | Categoría          |
| ------------------ | ------------------ | ------------------ | ------------------ |
| 2014               | Caen (Francia)     | Medalla de bronce  | Por equipos        |